# Laura Peveri
Laura Peveri (15 juli 2001) is een Italiaans langebaanschaatsster en skeeleraar. 
In februari 2019 werd Peveri wereldkampioene bij de junioren op het onderdeel massastart.
In de zomer van 2019 overleed de vader van Peveri bij een motorongeval. Luttele uren daarna won Peveri in een wereldbekerwedstrijd skeeleren in Barcelona een bronzen medaille, die ze aan haar vader opdroeg.

## Persoonlijke records[7]
| Afstand    | Tijd    | Datum            | Baan            |
| ---------- | ------- | ---------------- | --------------- |
| 500 meter  | 39,99   | 23 februari 2024 | Baselga di Pinè |
| 1000 meter | 1.18,87 | 4 december 2021  | Inzell          |
| 1500 meter | 1.58,49 | 18 februari 2024 | Calgary         |
| 3000 meter | 4.11,95 | 4 december 2021  | Inzell          |
| 5000 meter | 7.25,69 | 16 december 2022 | Calgary         |

## Resultaten
| Jaar | EK Allround         | WK Afstanden            | Wereldbeker                        | WK Junioren                             |
| ---- | ------------------- | ----------------------- | ---------------------------------- | --------------------------------------- |
| 2018 |                     |                         |                                    | 16e (33e, 23e, 26e, 16e)                |
| 2019 |                     |                         |                                    | 6e · (32e, 9e, 17e, 7e) · massastart    |
| 2020 |                     |                         |                                    | 12e · (37e, 30e, 31e, 16e) · massastart |
|      |                     |                         |                                    |                                         |
| 2023 | 5e (6e, 6e, 5e, 7e) | 20e 1500m 5e massastart | 36e 1500m · 22e 3k/5k · massastart |                                         |
| 2024 |                     | 23e 1500m 5e massastart |                                    |                                         |

(#, #, #, #) = afstandspositie op juniorentoernooi (500m, 1500m, 1000m, 3000m) of op allroundtoernooi (500m, 3000m, 1500m, 5000m).